# Zweidecker

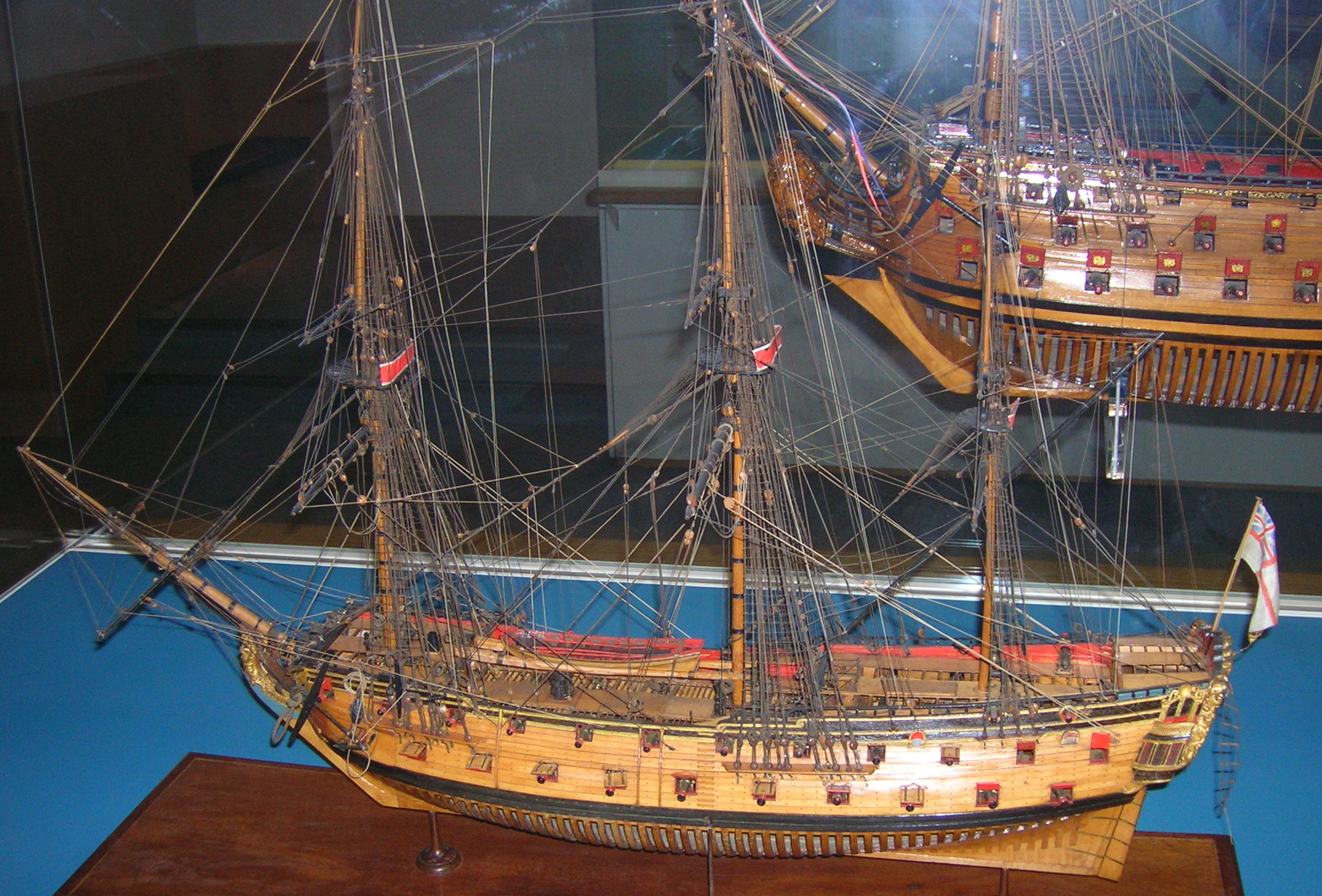
Modell eines Zweideckers

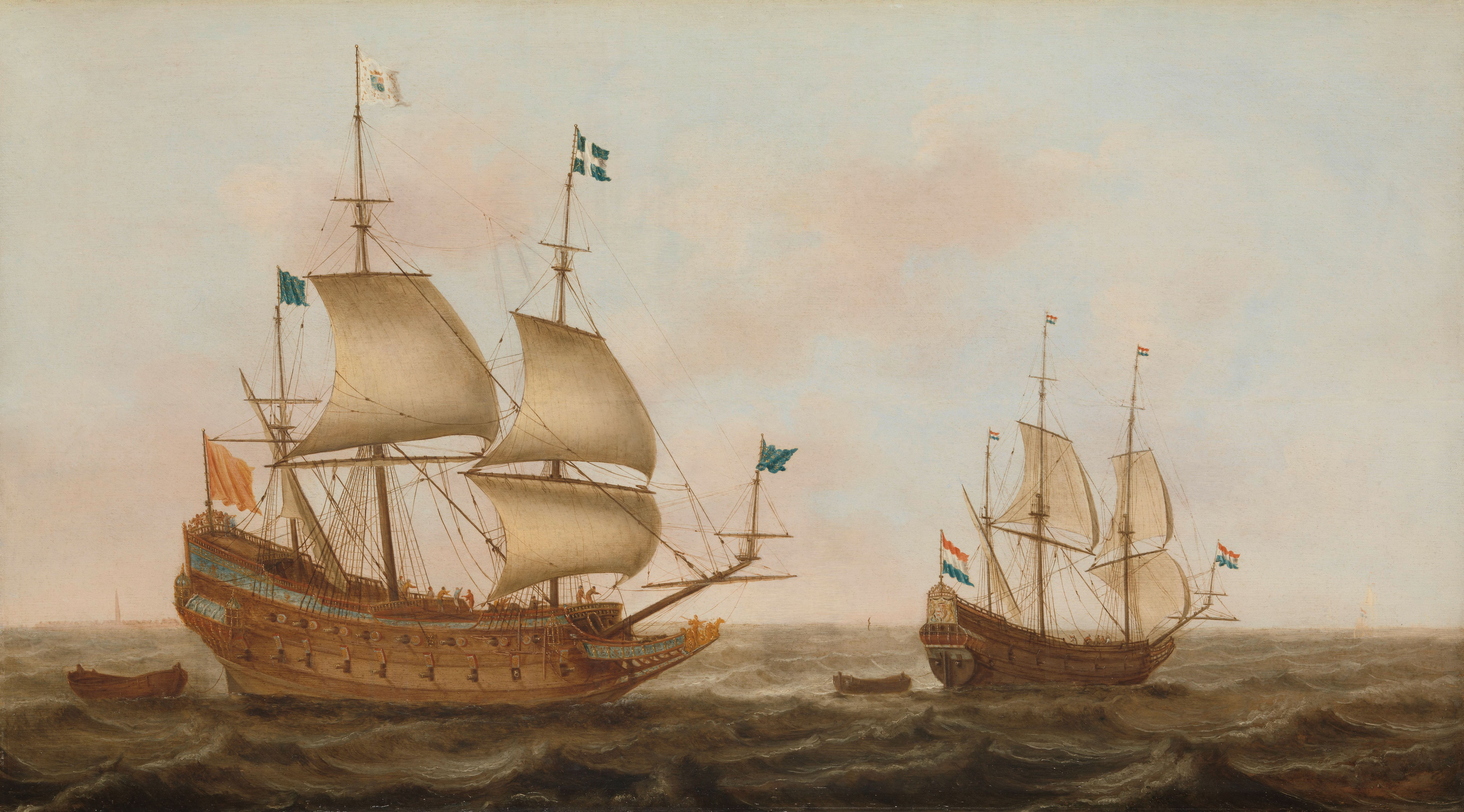
Links ein in den Niederlanden gebauter französischer Zweidecker

Zweidecker ist die Bezeichnung für den Typ eines historischen Segelkriegsschiffes, das mit zwei Batteriedecks ausgestattet war. Zweidecker ist dabei die Kurzform von Zweidecklinienschiff. 
Kennzeichnend für diese Schiffe war die Anordnung und Verteilung der damals üblichen Vorderladegeschütze auf zwei Decks. Diese Art Schiffe waren vom 17. bis zum 19. Jahrhundert gebräuchlich.
Bei den Zweideckern handelt es sich meist um Linienschiffe 3. und 4. Ranges. 
- Linienschiffe 3. Ranges hatten in der Regel 60 bis 80 Geschütze an Bord, wobei neben den eigentlichen Kanonendecks noch das Heckkastell und das Bugkastell zusätzliche Geschütze aufweisen konnten.
- Linienschiffe 4. Ranges hatten in der Regel 50 Geschütze an Bord: Heck- und Bugkastell waren selten noch mit weiteren Stückpforten für Kanonen ausgestattet.
- Daneben gab es auch Zweidecker 5. Ranges mit 44 Kanonen, die als Fregatte angesprochen werden konnten.

Siehe auch: Rangeinteilung der Kriegsschiffe